# Nordre, Søndre, Østre og Vestre
Nordre, Søndre, Østre og Vestre (norrønt Norðri, Suðri, Austri og Vestri) er i nordisk mytologi de fire dværge som hver holder en af de fire verdenshjørner oppe af himmelbuen. (Ymers hjerneskal).
| Nordisk mytologi | Spire Denne artikel om nordisk religion og mytologi er en spire som bør udbygges. Du er velkommen til at hjælpe Wikipedia ved at udvide den. |